# Hoří v Paříži?
Hoří v Paříži? (v originále Paris brûle-t-il ?) je francouzsko-americký válečný film z roku 1966, který režíroval René Clément podle stejnojmenného historického románu Dominique Lapierra a Larryho Collinse. Film zachycuje události při osvobození Paříže od německé okupace v srpnu 1944. Snímek měl světovou premiéru 26. října 1966.

## Děj
Začátkem srpna 1944 jmenoval Hitler generála Dietricha von Choltitz vojenským velitelem Paříže a na schůzce ve Vlčím doupěti mu dal přísný rozkaz, aby město nepadlo do nepřátelských rukou „nebo jen jako hromada trosek“.
V Paříži mezitím velitelé odboje čekají na příjezd spojeneckých jednotek, které se ale rozhodly prozatím město obejít a postupovat přímo k německým hranicím. Francouzští odbojáři přemýšlejí, jak se chopit zbraní, aby se vzpourou proti oslabeným okupantům osvobodili od německé nadvlády. Neshoda v tomto bodě panuje mezi komunisty v čele s Henri Rol-Tanguyem a gaullisty v čele s Jacquesem Chabanem-Delmasem, kteří se navzájem podezřívavě sledují a chtějí pokud možno předejít druhou skupinu, aby získali zásluhy za osvobození Paříže a po válce z toho mohli vytěžit politický kapitál.
Choltitz po svém příjezdu do hotelu Le Meurice, který slouží jako vojenské velitelství Paříže, plánuje obranu města. Žádá k tomuto účelu posily z Dánska a těžké zbraně. Pověřil také inženýra kapitána Ebernacha, aby připravil všechny důležité budovy a kulturní památky k demolici. Na žádost švédského konzula Raoula Nordlinga Choltitz souhlasí s propuštěním politických vězňů, ale většina z nich je přesto transportována příslušníky SS do koncentračního tábora Buchenwald. Kromě toho je 35 mladých Francouzů, kteří si chtěli zbraně pořídit sami, vyzrazeno špiónem gestapu a zastřeleno v Boulogne.
Aby zabránili komunistům, kteří vylepují plakáty vyzývající k povstání, obsazují gaullisté pařížské policejní velitelství a nyní oni prohlašují, že osvobození již začalo. S překvapenými německými jednotkami okamžitě vypuknou první potyčky, které odbojářům způsobí ztráty, ale jejich odpor nezlomí. Protože obě strany chtějí získat čas, Nordling může dočasně zprostředkovat příměří. Na schůzi výboru národního odboje se však komunistům podaří přesvědčit těsnou většinu delegátů o nutnosti ukončení příměří.
Tváří v tvář tomuto vývoji se Rol-Tanguy rozhodne navázat přímý kontakt se spojeneckými jednotkami, protože pouze oni mohou zabránit porážce špatně vybavených bojovníků odporu a osvobodit Paříž. Jeho kolegovi Galloisovi se všemožnými oklikami a v neustálém smrtelném nebezpečí podaří překročit frontovou linii a proniknout do sídla generála Pattona. Tam přesvědčí spojenecké vedení, aby souhlasilo s okamžitým postupem na Paříž a pověřit touto misí obrněnou divizi generálmajora Leclerca.
Francouzské a americké jednotky nakonec dorazí do Paříže včas, aby podpořily slábnoucí odboj a osvobodily Paříž. Choltitz, který odmítl Vůdcův rozkaz a nevydal rozkaz ke zničení města, odevzdá město Spojencům. Adolf Hitler, který se do telefonu ptá: „Hoří Paříž?“, nedostává odpověď.

## Obsazení
| Jean-Paul Belmondo     | Pierrelot                                   |
| Charles Boyer          | doktor Monod                                |
| Leslie Caronová        | Françoise Labé                              |
| Jean-Pierre Cassel     | poručík Henri Karcher                       |
| Bruno Cremer           | Henri Rol-Tanguy                            |
| Claude Dauphin         | plukovník Lebel                             |
| Alain Delon            | Jacques Chaban-Delmas                       |
| Kirk Douglas           | generál George S. Patton                    |
| Pierre Dux             | Cerat                                       |
| Glenn Ford             | generál Omar Bradley                        |
| Billy Frick            | Adolf Hitler                                |
| Gert Fröbe             | generál Dietrich von Choltitz               |
| Ernst Fritz Fürbringer | generálporučík Hans von Boineburg-Lengsfeld |
| Konrad Georg           | polní maršál Walter Model                   |
| Joachim Hansen         | velitel věznice ve Fresnes                  |
| Paloma Matta           | Liliane Charvet                             |
| Günter Meisner         | velitel SS v Pantin                         |
| Hannes Messemer        | generálplukovník Alfred Jodl                |
| Harry Meyen            | poručík von Arnim                           |
| Yves Montand           | seržant Marcel Bizien                       |
| Michel Piccoli         | Edgar Pisani                                |
| Sacha Pitoëff          | Frédéric Joliot-Curie                       |
| Anthony Perkins        | seržant Warren                              |
| Wolfgang Preiss        | kapitán von Ebernach                        |
| Claude Rich            | generálmajor Leclerc                        |
| Serge Rousseau         | Fabien                                      |
| Simone Signoretová     | hostinská                                   |
| Robert Stack           | generál Sibert                              |
| Tony Taffin            | Bernard Labé                                |
| Jean-Louis Trintignant | kapitán Serge                               |
| Pierre Vaneck          | major Gallois                               |
| Marie Versini          | Claire Morandat                             |
| Orson Welles           | konzul Raoul Nordling                       |
| Bernard Fresson        | spojka                                      |
| Pierre Collet          | policista                                   |
| Claude Vernier         | německý zajatec                             |

## Ocenění
Film byl v roce 1967 nominován na Oscara v kategoriích nejlepší výprava a nejlepší kamera. Skladatel Maurice Jarre byl ve stejném roce nominován na Zlatý glóbus za nejlepší hudbu.